# C. H. Wätjen
Die C. H. Wätjen war ein Dreimaster-Vollschiff mit 1812 BRT.

## Geschichte
Die C. H. Wätjen wurde 1889 von der Werft H. F. Ulrichs in Vegesack für die Reederei D. H. Wätjen und Co. gebaut und nach dem damaligen Chef der Reederei C. H. Wätjen benannt.
Das Schiff war unter Kapitän Carl Fr. Diercks seit dem 29. Oktober 1902 mit Petroleumfässern von New York nach Yokohama unterwegs. Es geriet im Südpazifik westlich der Inselgruppe Neue Hebriden (heute Vanuatu) am 1. März 1903 in einen Taifun. Wegen Kentergefahr wurden die Stengen (Mastverlängerungen) gekappt. Zerstört wurde das Mannschaftslogis im Bug. Am 4. März gab es eine kurze Ruhezeit im Auge des Taifuns. Danach ging im Orkan der Großmast über Bord, das Fockrah am Fockmast (Vormast) schlug unkontrolliert gegen die Bordwand, das Ruder brach, das Beiboot zerschlug, die Kajüte stand unter Wasser und der Proviant verdarb. Teile der Ladung mussten über Bord geworfen werden. Der zweite Steuermann wurde schwer verletzt und danach auch der Kapitän. Ab dem 6. März ließ der Sturm auf Windstärke 5 nach. Die Crew warf weitere Ladung ab, kappte die Fockrah, setzte einen Notmast, lenzte Wasser aus dem Schiff und baute ein Notruder, das zu wenig Wirkung zeigte, ebenso ein weiteres. Am nächsten Tag wurden der Steuermann und sieben Seeleute der gestrandeten Hamburger Bark Edith gerettet.
Die C. H. Wätjen trieb Richtung Neuguinea, das es am 14. Mai – nach 71 Tagen – bei Hall Sound in der östlichen Bucht von Papua erreichte. Sie wurde nach Reparaturen dann bis zum 17. August nach Singapur geschleppt und dort als Wrack verkauft. Kaiser Wilhelm II. zeichnete die Mannschaft mit Orden verschiedener Klassen aus.